# Brigos (pintor)

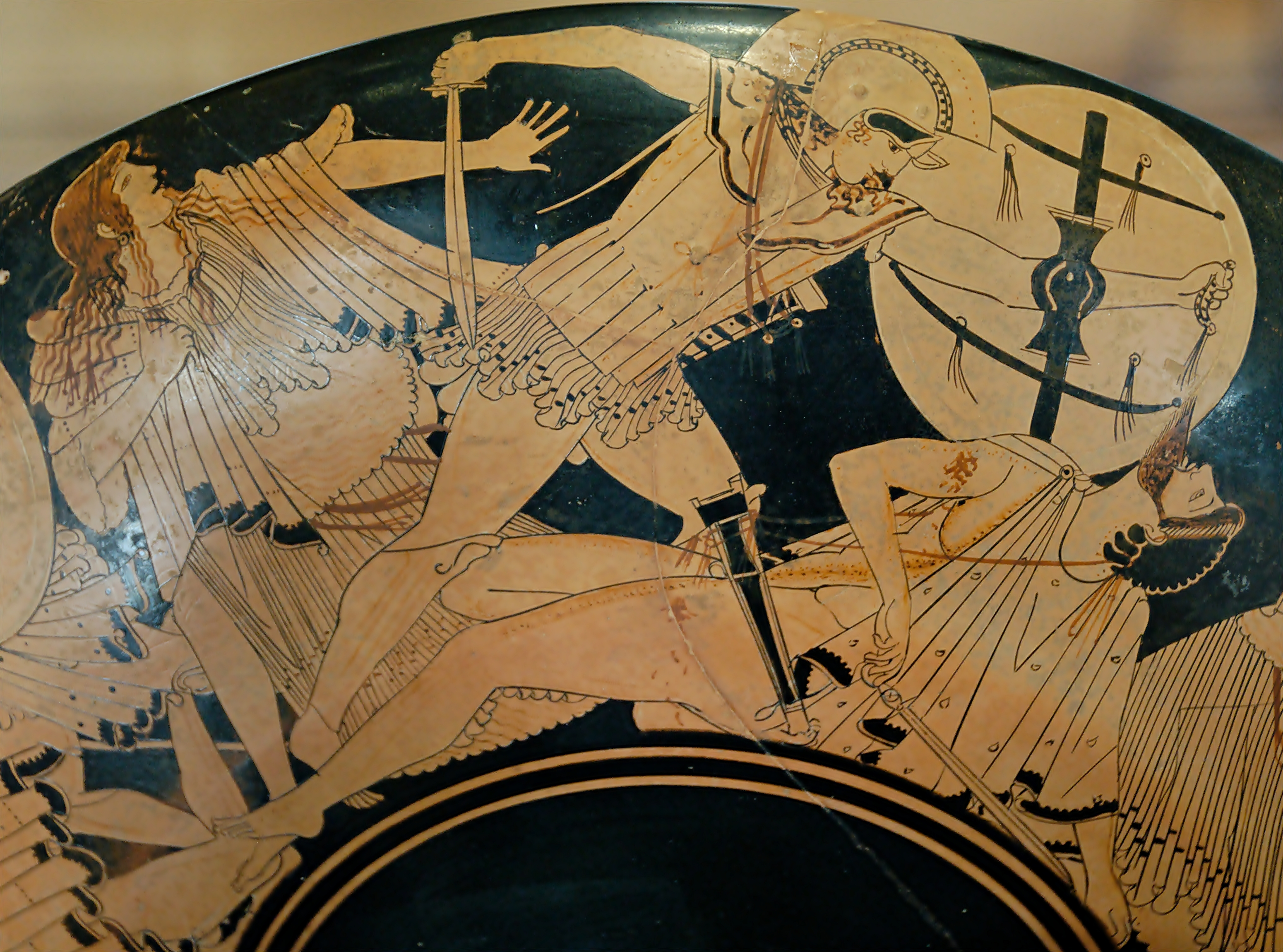
Copa de Brigos, cílix on es representa la destrucció de Troia (c. 490 aC.), trobat a Volci, conservat al Louvre, París.

L'anomenat pintor d'en Brigos fou un pintor de ceràmica àtica de l'estil de les figures vermelles. Juntament amb Onesimos, Duris i Macró, és un dels pintors terrissaires més importants del seu temps. Estigué actiu en el primer terç del segle V aC, especialment entre el 490 aC. fins al 470aC. Va ser un artista prolífic al qui se li atribueixen més de dos-cents gots, però potser és més conegut per la Copa Brygos, una cílix de figures vermelles conservat al Louvre que representa la "iliupersi" o saqueig de Troia.